# بوبكر ديمبيلي
بوبكر ديمبيلي (بالفرنسية: Boubacar Dembélé)‏ (1 مارس 1982 في فرنسا - ) هو لاعب كرة قدم مالي في مركز الوسط. لعب مع نادي بوفيه ونادي فريجوس ونادي لوهافر ونادي مارتيغ وK.S.V. Roeselare ‏ وSO Romorantin ‏ وÉvreux FC 27 ‏.

## وصلات خارجية
- بوبكر ديمبيلي على موقع قاعدة بيانات كرة القدم.إي يو (الإنجليزية)